# ديف كولمان
ديف كولمان (بالإنجليزية: Dave Coleman)‏ هو لاعب كرة قاعدة أمريكي، ولد في 1943.

## روابط خارجية
- ديف كولمان على موقعبيزبول رفرنس.كوم (الدوري الثانوي) (الإنجليزية)